# Fosse no 2 des mines de La Clarence
La fosse no 2 de la Compagnie des mines de La Clarence est un ancien charbonnage du Bassin minier du Nord-Pas-de-Calais, situé à Calonne-Ricouart. À la suite de la catastrophe du 3 septembre 1912 ayant tué 79 mineurs à la fosse no 1 - 1 bis, un nouveau puits destiné à l'aérage est foncé sur un autre carreau.
La Compagnie des mines de La Clarence est nationalisée en 1946, et intègre le Groupe d'Auchel. La fosse no 1 - 1 bis est définitivement fermée à cause d'un nouvel accident lié au grisou, et le puits de la fosse no 2 est comblé non sans problèmes en 1955. Un nouveau serrement est effectué en 1992.
En 2005, Charbonnages de France matérialise la tête du puits no 2. Le site est occupé par une entreprise, qui a conservé le bâtiment de la machine d'extraction et y a adjoint plusieurs hangars.

## La fosse
Un coup de grisou le 3 septembre 1912 à la fosse no 1 - 1 bis des mines de La Clarence à Divion tue 79 mineurs. En plus d'avoir le puits le plus profond du bassin minier (et le cinquième), la fosse, qui a commencé à produire en 1901, est également réputée très grisouteuse,.

### Fonçage
Un puits d'aérage est alors commencé le 26 janvier 1916 sur le territoire de Calonne-Ricouart, à 1 380 mètres au nord-ouest de la fosse no 1 - 1 bis, le long de la même route. La fosse d'aérage no 2 est également nommée Salonique. Le diamètre du puits est de 6,50 mètres, et il est profond de 871 mètres. L'orifice du puits est situé à l'altitude de 54 mètres. Le terrain houiller est atteint à la profondeur de 154 mètres. Le cuvelage est en béton de l'orifice du puits jusqu'à la profondeur de 74,65 mètres.

### Exploitation
La fosse no 2 assure l'aérage de la fosse no 1 - 1 bis, ses installations de surface sont très modestes. Les accrochages sont établis aux profondeurs de 682, 777, 808 et 871 mètres mais sont respectivement appelés 700, 830, 875 et 933 mètres.
La Compagnie des mines de La Clarence est nationalisée en 1946, et intègre le Groupe d'Auchel. Lorsque la fosse no 1 - 1 bis est arrêtée en 1954, le service l'est aussi à la fosse no 2, toutefois, les ventilateurs continuent de fonctionner pendant que les deux puits sont remblayés. Mais le 10 janvier, une explosion se produit durant les travaux de remblaiement, faisant sauter le sas, les ventilateurs, le garnissage du chevalement, les vitres, les tuiles... Beaucoup de précautions sont prises dès lors pour continuer le remblaiement en toute sécurité. Le puits est remblayé en 1955 avec les terres accumulées sur le terril de ce puits, ce dernier disparaissant. Un bouchon d'argile de dix mètres d'épaisseur est intercalé autour de la base du cuvelage à environ 80 mètres. Pendant le remblayage, les produits sont passés de 200 à 400 mètres de profondeur, ce qui a entraîné un effet de souffle et des dégâts sur les installations de surface, mais il n'y a pas eu la formation d'un cône d'éboulement.
En 1988, Charbonnages de France constate qu'il n'y a pas de dalle et qu'une simple chape de ciment épaisse de vingt centimètres et non armée est posée sur des schistes. Le niveau d'est n'est qu'à 2,5 mètres de profondeur. Une tôle de protection est posée ainsi qu'une trappe de contrôle au centre. En 1992, le puits est vidé et désarmé sur quatre mètres de profondeur, les deux ouïes de ventilations sont bétonnées, et un tubage de 32 centimètres de diamètre est posé au contact des remblais et au centre du puits et d'un tuyau de vingt centimètres de diamètre désaxé. La tête de puits est bétonnée sur trois mètres de hauteur, une dalle normalisée est mise en place, et un regard en fonte de 60 centimètres de diamètre est posé au centre du puits. Une chandelle qui sort du bâtiment est posée, elle possède une vanne et un arrêt de flamme sur le tuyau de décompression.

### Reconversion
Une entreprise est présente sur le carreau de fosse et a ajouté des hangars. En 2005, Charbonnages de France remplace la chandelle par un évent de décompression et met en conformité le regard de visite du puits. Le BRGM y effectue des inspections chaque année. Le seul vestige de la fosse est le bâtiment de la machine d'extraction.

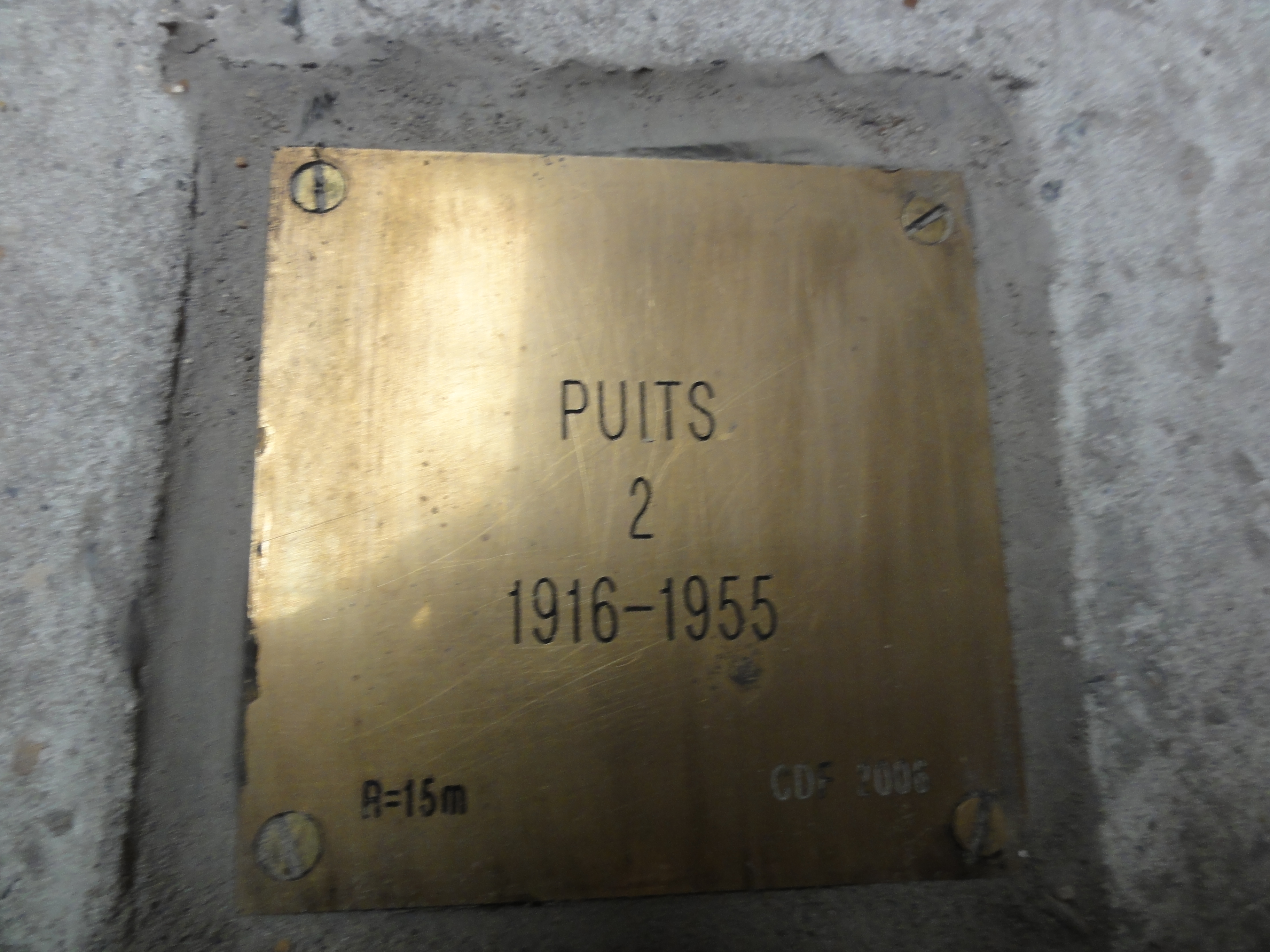
La plaque d'identification : « Puits 2, 1916-1955 ».
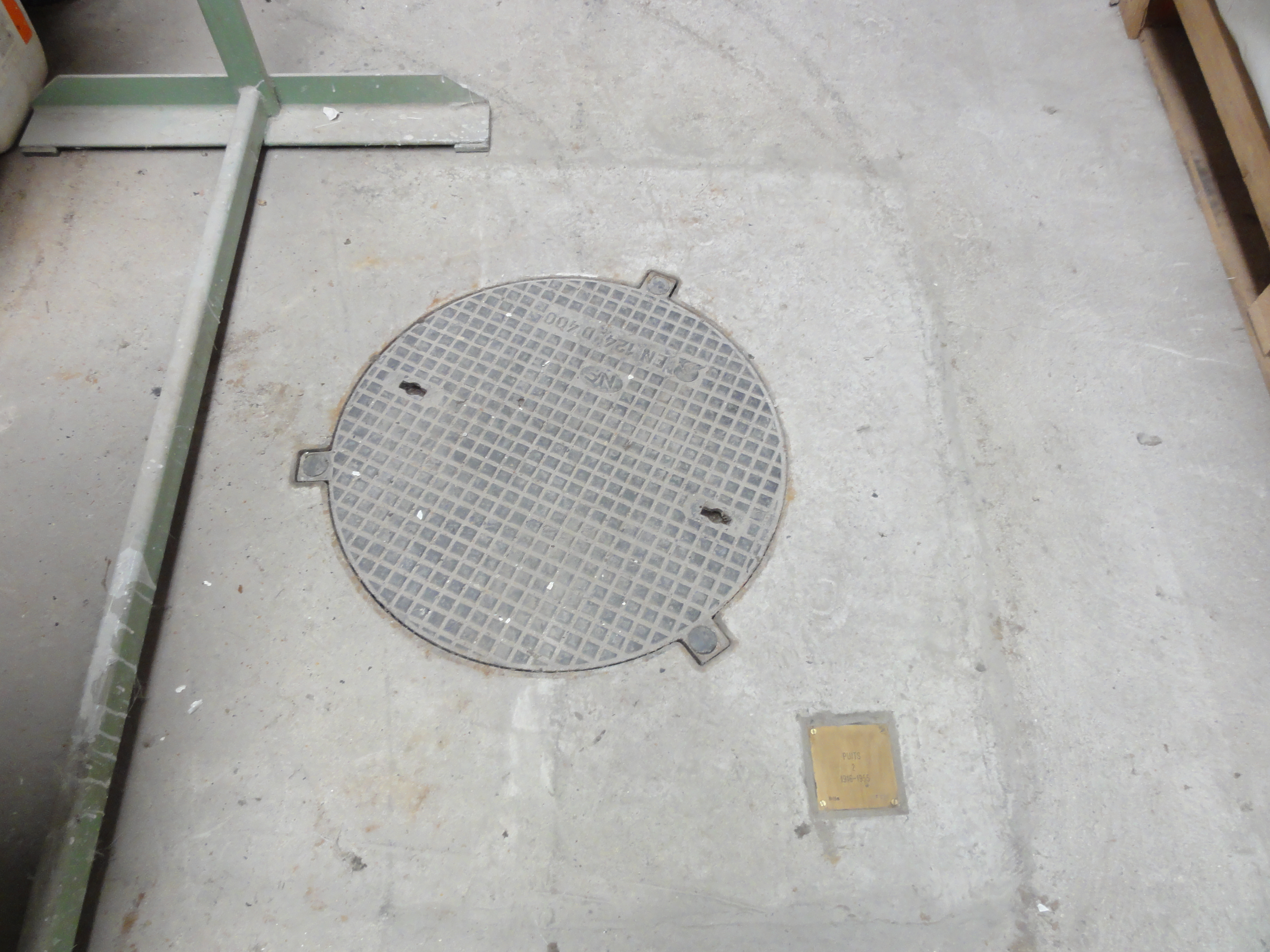
La tête de puits matérialisée.
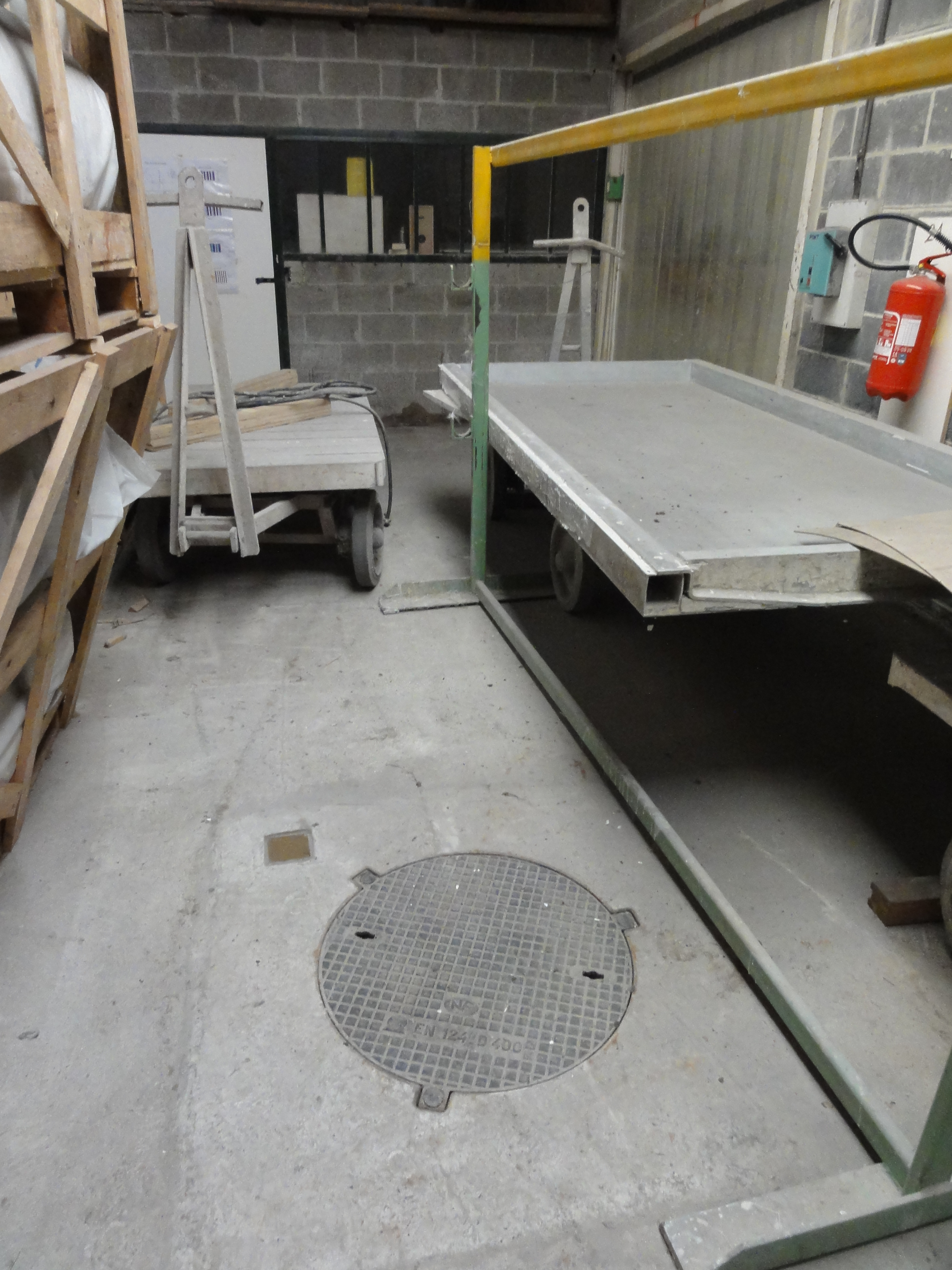
La tête de puits matérialisée dans son environnement.
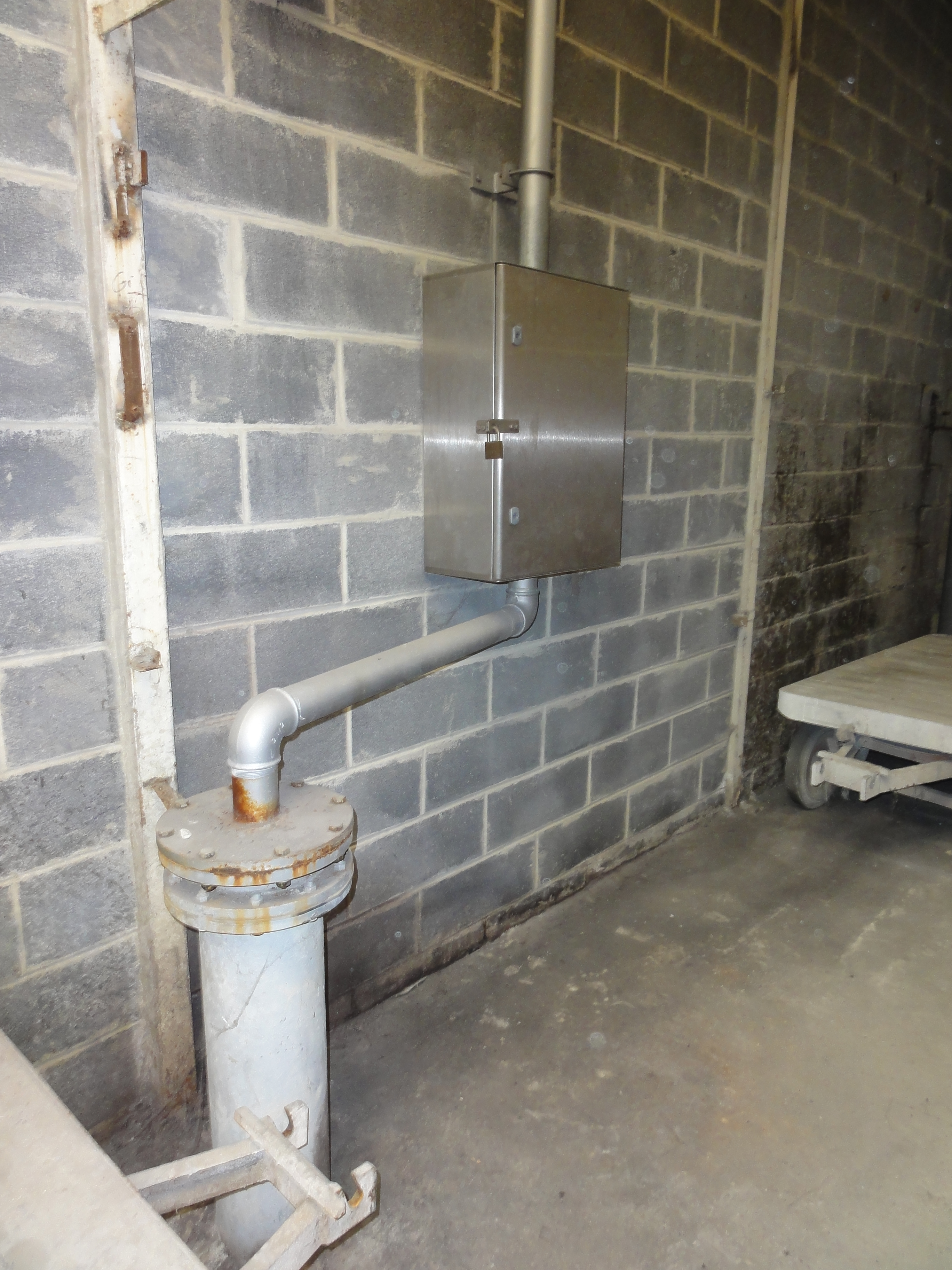
L'exutoire de grisou et son coffret.
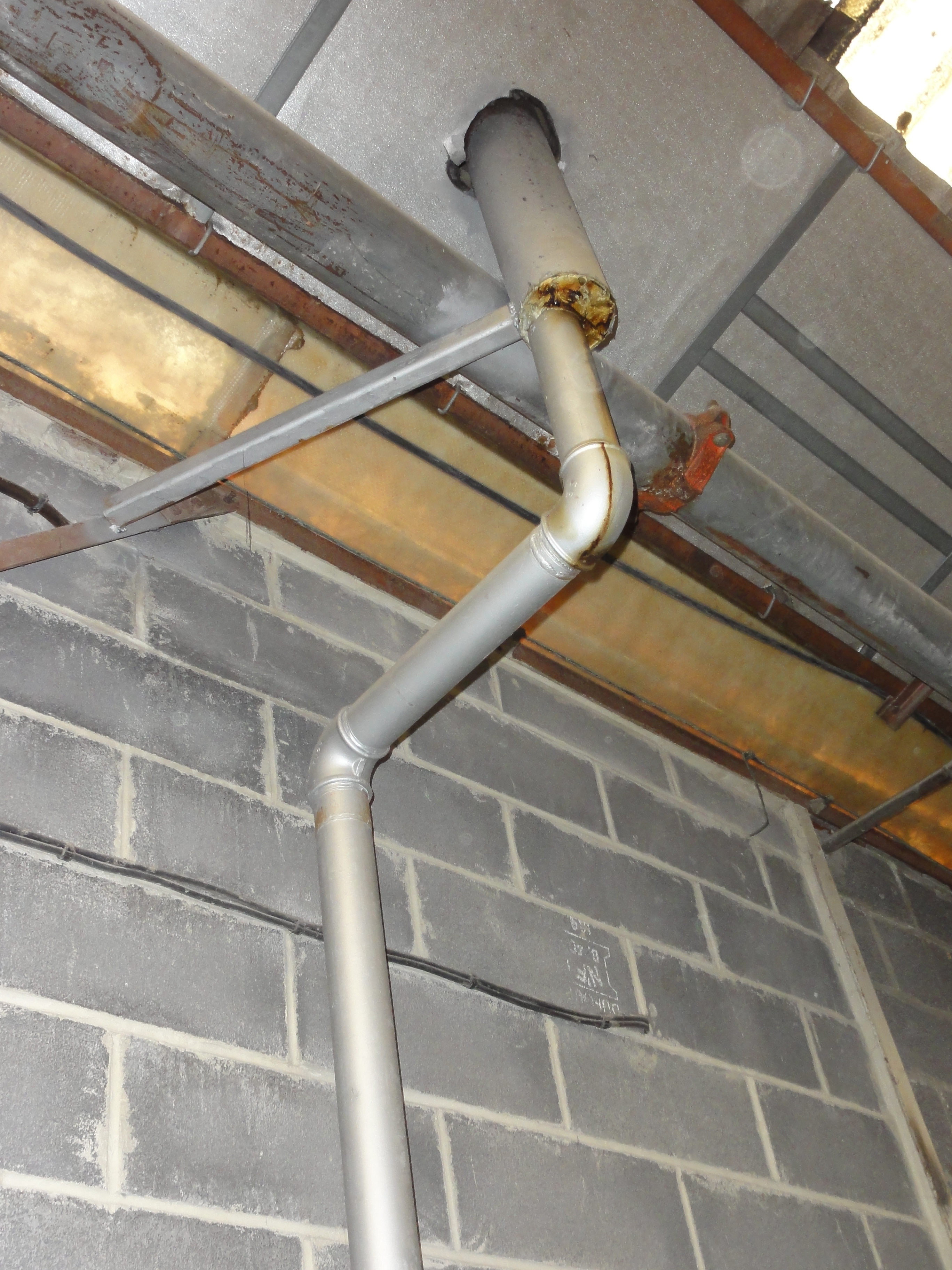
Le haut de l'exutoire de grisou.
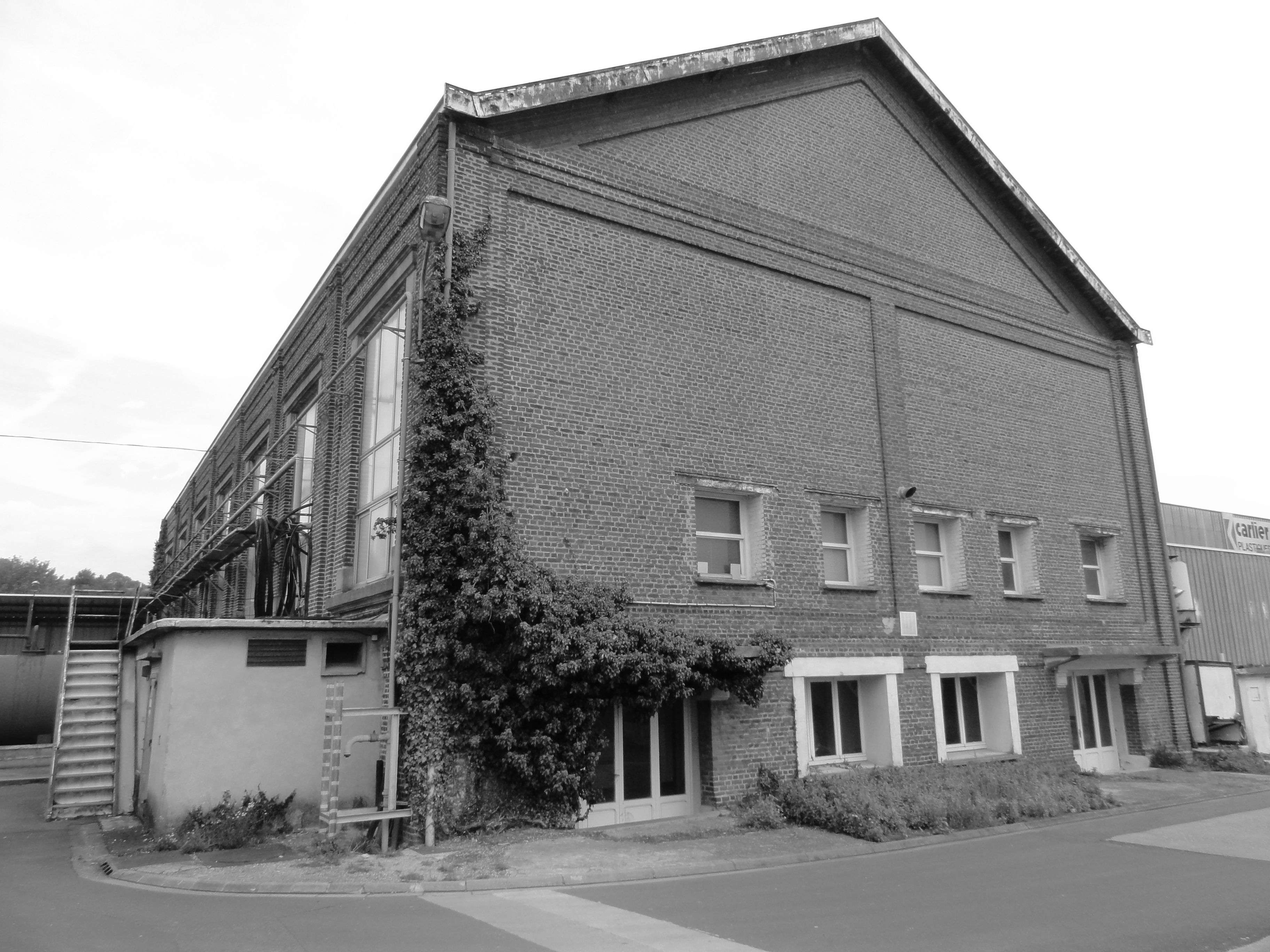
Le bâtiment de la machine d'extraction.